# La Pyramide de Khéops : La 1re Merveille du monde
 (novembre 2018).
Si vous disposez d'ouvrages ou d'articles de référence ou si vous connaissez des sites web de qualité traitant du thème abordé ici, merci de compléter l'article en donnant les références utiles à sa vérifiabilité et en les liant à la section « Notes et références ».
La Pyramide de Khéops : La 1re merveille du monde est un des quatre premiers albums de la série Le Fil de l'Histoire raconté par Ariane & Nino, scénarisé par Fabrice Erre, illustré par Sylvain Savoia et sorti le 23 février 2018.

## Synopsis
Quand Nino bat son record de la hauteur de tour en briques, Ariane lui répond que c'est la huitième merveille du monde et entame son récit sur la Pyramide de Khéops.